# Lista över fornlämningar i Norrköpings kommun (Östra Husby)
Lista över fornlämningar i Norrköpings kommun (Östra Husby) är en förteckning av ett urval av de fornlämningar som finns i Östra Husby i Norrköpings kommun.
| Namn                                  | Lämningstyp                      | Tillkomsttid | Historisk indelning       | Plats | Läge                 | ID-nr          | Bild                                      |
| ------------------------------------- | -------------------------------- | ------------ | ------------------------- | ----- | -------------------- | -------------- | ----------------------------------------- |
| Östra Husby 1:1                       | Gravfält                         |              | Östra Husby, Östergötland |       | 58.585343, 16.526747 | 10055200010001 | Ladda upp en bild av detta fornminne      |
| Östra Husby 2:1                       | Gravfält                         |              | Östra Husby, Östergötland |       | 58.587020, 16.518558 | 10055200020001 | Ladda upp en bild av detta fornminne      |
| Östra Husby 3:1                       | Stensättning                     |              | Östra Husby, Östergötland |       | 58.587560, 16.526232 | 10055200030001 | Ladda upp en bild av detta fornminne      |
| Östra Husby 3:2                       | Stensättning                     |              | Östra Husby, Östergötland |       | 58.587194, 16.526271 | 10055200030002 | Ladda upp en bild av detta fornminne      |
| Östra Husby 3:3                       | Stensättning                     |              | Östra Husby, Östergötland |       | 58.587229, 16.526072 | 10055200030003 | Ladda upp en bild av detta fornminne      |
| Östra Husby 4:1                       | Röse                             |              | Östra Husby, Östergötland |       | 58.591072, 16.523728 | 10055200040001 | Ladda upp en bild av detta fornminne      |
| Östra Husby 4:2                       | Röse                             |              | Östra Husby, Östergötland |       | 58.591245, 16.524408 | 10055200040002 | Ladda upp en bild av detta fornminne      |
| Östra Husby 4:3                       | Stensättning                     |              | Östra Husby, Östergötland |       | 58.590974, 16.523912 | 10055200040003 | Ladda upp en bild av detta fornminne      |
| Östra Husby 4:4                       | Stensättning                     |              | Östra Husby, Östergötland |       | 58.591061, 16.523371 | 10055200040004 | Ladda upp en bild av detta fornminne      |
| Östra Husby 6:1                       | Gravfält                         |              | Östra Husby, Östergötland |       | 58.591552, 16.531861 | 10055200060001 | Ladda upp en bild av detta fornminne      |
| Östra Husby 7:1                       | Gravfält                         |              | Östra Husby, Östergötland |       | 58.590487, 16.533290 | 10055200070001 | Ladda upp en bild av detta fornminne      |
| Östra Husby 8:1                       | Gravfält                         |              | Östra Husby, Östergötland |       | 58.589472, 16.534846 | 10055200080001 | Ladda upp en bild av detta fornminne      |
| Östra Husby 9:1                       | Gravfält                         |              | Östra Husby, Östergötland |       | 58.589696, 16.533481 | 10055200090001 | Ladda upp en bild av detta fornminne      |
| Östra Husby 10:1                      | Gravfält                         |              | Östra Husby, Östergötland |       | 58.588761, 16.535623 | 10055200100001 | Ladda upp en bild av detta fornminne      |
| Östra Husby 11:1                      | Stensättning                     |              | Östra Husby, Östergötland |       | 58.589556, 16.539491 | 10055200110001 | Ladda upp en bild av detta fornminne      |
| Östra Husby 11:2                      | Stensättning                     |              | Östra Husby, Östergötland |       | 58.589430, 16.539778 | 10055200110002 | Ladda upp en bild av detta fornminne      |
| Östra Husby 11:3                      | Stensättning                     |              | Östra Husby, Östergötland |       | 58.589692, 16.540188 | 10055200110003 | Ladda upp en bild av detta fornminne      |
| Östra Husby 13:2                      | Stensättning                     |              | Östra Husby, Östergötland |       | 58.591615, 16.537482 | 10055200130002 | Ladda upp en bild av detta fornminne      |
| Östra Husby 14:1                      | Stensättning                     |              | Östra Husby, Östergötland |       | 58.590030, 16.541436 | 10055200140001 | Ladda upp en bild av detta fornminne      |
| Östra Husby 14:2                      | Stensättning                     |              | Östra Husby, Östergötland |       | 58.589923, 16.541792 | 10055200140002 | Ladda upp en bild av detta fornminne      |
| Östra Husby 15:1                      | Gravfält                         |              | Östra Husby, Östergötland |       | 58.587251, 16.544193 | 10055200150001 | Ladda upp en bild av detta fornminne      |
| Östra Husby 16:1                      | Gravfält                         |              | Östra Husby, Östergötland |       | 58.584163, 16.540712 | 10055200160001 | Ladda upp en bild av detta fornminne      |
| Östra Husby 18:1                      | Gravfält                         |              | Östra Husby, Östergötland |       | 58.584927, 16.540690 | 10055200180001 | Ladda upp en bild av detta fornminne      |
| Östra Husby 19:1                      | Stensättning                     |              | Östra Husby, Östergötland |       | 58.585985, 16.542817 | 10055200190001 | Ladda upp en bild av detta fornminne      |
| Östra Husby 20:1                      | Stensättning                     |              | Östra Husby, Östergötland |       | 58.586534, 16.541884 | 10055200200001 | Ladda upp en bild av detta fornminne      |
| Östra Husby 20:2                      | Stensättning                     |              | Östra Husby, Östergötland |       | 58.586611, 16.541669 | 10055200200002 | Ladda upp en bild av detta fornminne      |
| Östra Husby 21:1                      | Stensättning                     |              | Östra Husby, Östergötland |       | 58.587028, 16.541363 | 10055200210001 | Ladda upp en bild av detta fornminne      |
| Östra Husby 21:2                      | Stensättning                     |              | Östra Husby, Östergötland |       | 58.587147, 16.541289 | 10055200210002 | Ladda upp en bild av detta fornminne      |
| Östra Husby 22:1                      | Stensättning                     |              | Östra Husby, Östergötland |       | 58.584278, 16.543065 | 10055200220001 | Ladda upp en bild av detta fornminne      |
| Östra Husby 22:2                      | Stensättning                     |              | Östra Husby, Östergötland |       | 58.584074, 16.543502 | 10055200220002 | Ladda upp en bild av detta fornminne      |
| Östra Husby 22:3                      | Stensättning                     |              | Östra Husby, Östergötland |       | 58.583675, 16.543465 | 10055200220003 | Ladda upp en bild av detta fornminne      |
| Östra Husby 24:1                      | Gravfält                         |              | Östra Husby, Östergötland |       | 58.580086, 16.525558 | 10055200240001 | Ladda upp en bild av detta fornminne      |
| Östra Husby 25:1                      | Gravfält                         |              | Östra Husby, Östergötland |       | 58.577718, 16.535747 | 10055200250001 | Ladda upp en bild av detta fornminne      |
| Ormsten (Östra Husby 26:1)            | Fornborg                         |              | Östra Husby, Östergötland |       | 58.535674, 16.554810 | 10055200260001 | Ladda upp en bild av detta fornminne      |
| Östra Husby 28:1                      | Stensättning                     |              | Östra Husby, Östergötland |       | 58.577605, 16.543848 | 10055200280001 | Ladda upp en bild av detta fornminne      |
| Östra Husby 29:1                      | Stensättning                     |              | Östra Husby, Östergötland |       | 58.577069, 16.544327 | 10055200290001 | Ladda upp en bild av detta fornminne      |
| Östra Husby 29:3                      | Stensättning                     |              | Östra Husby, Östergötland |       | 58.577366, 16.544425 | 10055200290003 | Ladda upp en bild av detta fornminne      |
| Östra Husby 30:1                      | Stensättning                     |              | Östra Husby, Östergötland |       | 58.577395, 16.545236 | 10055200300001 | Ladda upp en bild av detta fornminne      |
| Östra Husby 32:1                      | Stensättning                     |              | Östra Husby, Östergötland |       | 58.578504, 16.558884 | 10055200320001 | Ladda upp en bild av detta fornminne      |
| Östra Husby 33:1                      | Stensättning                     |              | Östra Husby, Östergötland |       | 58.578079, 16.558720 | 10055200330001 | Ladda upp en bild av detta fornminne      |
| Östra Husby 33:2                      | Stensättning                     |              | Östra Husby, Östergötland |       | 58.578081, 16.558710 | 10055200330002 | Ladda upp en bild av detta fornminne      |
| Östra Husby 34:1                      | Stensättning                     |              | Östra Husby, Östergötland |       | 58.586798, 16.559177 | 10055200340001 | Ladda upp en bild av detta fornminne      |
| Östra Husby 34:2                      | Stensättning                     |              | Östra Husby, Östergötland |       | 58.586685, 16.559206 | 10055200340002 | Ladda upp en bild av detta fornminne      |
| Östra Husby 35:1                      | Gravfält                         |              | Östra Husby, Östergötland |       | 58.590614, 16.556799 | 10055200350001 | Ladda upp en bild av detta fornminne      |
| Östra Husby 37:1                      | Stensättning                     |              | Östra Husby, Östergötland |       | 58.588272, 16.553227 | 10055200370001 | Ladda upp en bild av detta fornminne      |
| Östra Husby 37:2                      | Stensättning                     |              | Östra Husby, Östergötland |       | 58.588369, 16.553238 | 10055200370002 | Ladda upp en bild av detta fornminne      |
| Östra Husby 38:1                      | Stensättning                     |              | Östra Husby, Östergötland |       | 58.588782, 16.552664 | 10055200380001 | Ladda upp en bild av detta fornminne      |
| Östra Husby 39:1                      | Gravfält                         |              | Östra Husby, Östergötland |       | 58.593673, 16.546093 | 10055200390001 | Ladda upp en bild av detta fornminne      |
| Östra Husby 40:1                      | Gravfält                         |              | Östra Husby, Östergötland |       | 58.596842, 16.543828 | 10055200400001 | Ladda upp en bild av detta fornminne      |
| Klockarejorden (Östra Husby 41:1)     | Gravfält                         |              | Östra Husby, Östergötland |       | 58.590250, 16.561396 | 10055200410001 | Ladda upp en bild av detta fornminne      |
| Östra Husby 42:1                      | Stensättning                     |              | Östra Husby, Östergötland |       | 58.593525, 16.574299 | 10055200420001 | Ladda upp en bild av detta fornminne      |
| Östra Husby 43:1                      | Runristning                      |              | Östra Husby, Östergötland |       | 58.583826, 16.569665 | 10055200430001 | Ladda upp en bild av detta fornminne      |
| Östra Husby 44:1                      | Stensättning                     |              | Östra Husby, Östergötland |       | 58.578338, 16.578443 | 10055200440001 | Ladda upp en bild av detta fornminne      |
| Östra Husby 44:2                      | Stensättning                     |              | Östra Husby, Östergötland |       | 58.577858, 16.578335 | 10055200440002 | Ladda upp en bild av detta fornminne      |
| Östra Husby 45:1                      | Stensättning                     |              | Östra Husby, Östergötland |       | 58.576600, 16.577944 | 10055200450001 | Ladda upp en bild av detta fornminne      |
| Östra Husby 46:1                      | Gravfält                         |              | Östra Husby, Östergötland |       | 58.587812, 16.573325 | 10055200460001 | Ladda upp en bild av detta fornminne      |
| Östra Husby 49:1                      | Runristning                      |              | Östra Husby, Östergötland |       | 58.611000, 16.571106 | 10055200490001 | Ladda upp en bild av detta fornminne      |
| Östra Husby 50:1                      | Gravfält                         |              | Östra Husby, Östergötland |       | 58.616958, 16.562617 | 10055200500001 | Ladda upp en bild av detta fornminne      |
| Östra Husby 51:1                      | Gravfält                         |              | Östra Husby, Östergötland |       | 58.615931, 16.560051 | 10055200510001 | Ladda upp en bild av detta fornminne      |
| Östra Husby 53:1                      | Gravfält                         |              | Östra Husby, Östergötland |       | 58.603025, 16.571902 | 10055200530001 | Ladda upp en bild av detta fornminne      |
| Östra Husby 54:1                      | Gravfält                         |              | Östra Husby, Östergötland |       | 58.600887, 16.569866 | 10055200540001 | Ladda upp en bild av detta fornminne      |
| Östra Husby 55:1                      | Gravfält                         |              | Östra Husby, Östergötland |       | 58.604009, 16.571945 | 10055200550001 | Ladda upp en bild av detta fornminne      |
| Östra Husby 57:1                      | Grav markerad av sten/block      |              | Östra Husby, Östergötland |       | 58.569104, 16.594777 | 10055200570001 | Ladda upp en bild av detta fornminne      |
| Östra Husby 58:1                      | Gravfält                         |              | Östra Husby, Östergötland |       | 58.569904, 16.597487 | 10055200580001 | Ladda upp en bild av detta fornminne      |
| Östra Husby 59:1                      | Borg                             |              | Östra Husby, Östergötland |       | 58.601240, 16.710001 | 10055200590001 | Ladda upp en bild av detta fornminne      |
| Östra Husby 60:1                      | Minnesmärke                      |              | Östra Husby, Östergötland |       | 58.604112, 16.681873 | 10055200600001 | Ladda upp en bild av detta fornminne      |
| Östra Husby 62:1                      | Stensättning                     |              | Östra Husby, Östergötland |       | 58.589417, 16.668179 | 10055200620001 | Ladda upp en bild av detta fornminne      |
| Östra Husby 63:1                      | Stensättning                     |              | Östra Husby, Östergötland |       | 58.572896, 16.605603 | 10055200630001 | Ladda upp en bild av detta fornminne      |
| Östra Husby 63:2                      | Stensättning                     |              | Östra Husby, Östergötland |       | 58.572808, 16.605635 | 10055200630002 | Ladda upp en bild av detta fornminne      |
| Östra Husby 63:3                      | Stensättning                     |              | Östra Husby, Östergötland |       | 58.572449, 16.605777 | 10055200630003 | Ladda upp en bild av detta fornminne      |
| Östra Husby 63:4                      | Stensättning                     |              | Östra Husby, Östergötland |       | 58.572363, 16.605875 | 10055200630004 | Ladda upp en bild av detta fornminne      |
| Östra Husby 64:1                      | Stensättning                     |              | Östra Husby, Östergötland |       | 58.571627, 16.606659 | 10055200640001 | Ladda upp en bild av detta fornminne      |
| Östra Husby 65:1                      | Gravfält                         |              | Östra Husby, Östergötland |       | 58.578800, 16.675716 | 10055200650001 | Ladda upp en bild av detta fornminne      |
| Östra Husby 66:1                      | Gravfält                         |              | Östra Husby, Östergötland |       | 58.575854, 16.674469 | 10055200660001 | Ladda upp en bild av detta fornminne      |
| Östra Husby 67:1                      | Stensättning                     |              | Östra Husby, Östergötland |       | 58.577340, 16.672700 | 10055200670001 | Ladda upp en bild av detta fornminne      |
| Östra Husby 68:1                      | Stensättning                     |              | Östra Husby, Östergötland |       | 58.573801, 16.633924 | 10055200680001 | Ladda upp en bild av detta fornminne      |
| Östra Husby 69:1                      | Gravfält                         |              | Östra Husby, Östergötland |       | 58.573707, 16.631774 | 10055200690001 | Ladda upp en bild av detta fornminne      |
| Östra Husby 70:1                      | Stensättning                     |              | Östra Husby, Östergötland |       | 58.573046, 16.633713 | 10055200700001 | Ladda upp en bild av detta fornminne      |
| Östra Husby 70:2                      | Stensättning                     |              | Östra Husby, Östergötland |       | 58.573143, 16.633584 | 10055200700002 | Ladda upp en bild av detta fornminne      |
| Östra Husby 70:3                      | Stensättning                     |              | Östra Husby, Östergötland |       | 58.573266, 16.633463 | 10055200700003 | Ladda upp en bild av detta fornminne      |
| Östra Husby 71:1                      | Gravfält                         |              | Östra Husby, Östergötland |       | 58.566799, 16.587868 | 10055200710001 | Ladda upp en bild av detta fornminne      |
| Östra Husby 72:1                      | Grav- och boplatsområde          |              | Östra Husby, Östergötland |       | 58.567176, 16.586852 | 10055200720001 | Ladda upp en bild av detta fornminne      |
| Östra Husby 73:1                      | Gravfält                         |              | Östra Husby, Östergötland |       | 58.566454, 16.585782 | 10055200730001 | Ladda upp en bild av detta fornminne      |
| Östra Husby 76:1                      | Grav- och boplatsområde          |              | Östra Husby, Östergötland |       | 58.562097, 16.580633 | 10055200760001 | Ladda upp en bild av detta fornminne      |
| Östra Husby 82:1                      | Stensättning                     |              | Östra Husby, Östergötland |       | 58.573230, 16.647521 | 10055200820001 | Ladda upp en bild av detta fornminne      |
| Östra Husby 83:1                      | Stensättning                     |              | Östra Husby, Östergötland |       | 58.573813, 16.646450 | 10055200830001 | Ladda upp en bild av detta fornminne      |
| Östra Husby 83:2                      | Stensättning                     |              | Östra Husby, Östergötland |       | 58.573697, 16.646820 | 10055200830002 | Ladda upp en bild av detta fornminne      |
| Östra Husby 83:3                      | Stensättning                     |              | Östra Husby, Östergötland |       | 58.573788, 16.647191 | 10055200830003 | Ladda upp en bild av detta fornminne      |
| Östra Husby 84:1                      | Stensättning                     |              | Östra Husby, Östergötland |       | 58.574284, 16.646974 | 10055200840001 | Ladda upp en bild av detta fornminne      |
| Östra Husby 85:1                      | Stensättning                     |              | Östra Husby, Östergötland |       | 58.571512, 16.664380 | 10055200850001 | Ladda upp en bild av detta fornminne      |
| Östra Husby 86:1                      | Stensättning                     |              | Östra Husby, Östergötland |       | 58.573566, 16.670159 | 10055200860001 | Ladda upp en bild av detta fornminne      |
| Östra Husby 86:2                      | Stensättning                     |              | Östra Husby, Östergötland |       | 58.573700, 16.670301 | 10055200860002 | Ladda upp en bild av detta fornminne      |
| Östra Husby 86:3                      | Stensättning                     |              | Östra Husby, Östergötland |       | 58.573749, 16.670034 | 10055200860003 | Ladda upp en bild av detta fornminne      |
| Östra Husby 87:1                      | Stensättning                     |              | Östra Husby, Östergötland |       | 58.567848, 16.674368 | 10055200870001 | Ladda upp en bild av detta fornminne      |
| Östra Husby 90:1                      | Gravfält                         |              | Östra Husby, Östergötland |       | 58.565618, 16.517833 | 10055200900001 | Ladda upp en bild av detta fornminne      |
| Östra Husby 91:1                      | Stensättning                     |              | Östra Husby, Östergötland |       | 58.573103, 16.531184 | 10055200910001 | Ladda upp en bild av detta fornminne      |
| Östra Husby 91:2                      | Stensättning                     |              | Östra Husby, Östergötland |       | 58.573028, 16.531499 | 10055200910002 | Ladda upp en bild av detta fornminne      |
| Östra Husby 92:1                      | Stensättning                     |              | Östra Husby, Östergötland |       | 58.573247, 16.529522 | 10055200920001 | Ladda upp en bild av detta fornminne      |
| Östra Husby 93:1                      | Gravfält                         |              | Östra Husby, Östergötland |       | 58.573354, 16.528238 | 10055200930001 | Ladda upp en bild av detta fornminne      |
| Östra Husby 94:1                      | Gravfält                         |              | Östra Husby, Östergötland |       | 58.573785, 16.524204 | 10055200940001 | Ladda upp en bild av detta fornminne      |
| Östra Husby 95:1                      | Stensättning                     |              | Östra Husby, Östergötland |       | 58.574326, 16.530522 | 10055200950001 | Ladda upp en bild av detta fornminne      |
| Östra Husby 95:2                      | Stensättning                     |              | Östra Husby, Östergötland |       | 58.574344, 16.530853 | 10055200950002 | Ladda upp en bild av detta fornminne      |
| Östra Husby 95:3                      | Stensättning                     |              | Östra Husby, Östergötland |       | 58.574024, 16.531079 | 10055200950003 | Ladda upp en bild av detta fornminne      |
| Östra Husby 95:4                      | Stensättning                     |              | Östra Husby, Östergötland |       | 58.574173, 16.531569 | 10055200950004 | Ladda upp en bild av detta fornminne      |
| Östra Husby 95:5                      | Stensättning                     |              | Östra Husby, Östergötland |       | 58.574159, 16.531933 | 10055200950005 | Ladda upp en bild av detta fornminne      |
| Östra Husby 96:1                      | Stensättning                     |              | Östra Husby, Östergötland |       | 58.572953, 16.533955 | 10055200960001 | Ladda upp en bild av detta fornminne      |
| Östra Husby 98:1                      | Stensättning                     |              | Östra Husby, Östergötland |       | 58.565181, 16.529556 | 10055200980001 | Ladda upp en bild av detta fornminne      |
| Östra Husby 99:1                      | Stensättning                     |              | Östra Husby, Östergötland |       | 58.566357, 16.531406 | 10055200990001 | Ladda upp en bild av detta fornminne      |
| Östra Husby 100:1                     | Stensättning                     |              | Östra Husby, Östergötland |       | 58.575459, 16.556075 | 10055201000001 | Ladda upp en bild av detta fornminne      |
| Östra Husby 101:1                     | Stensättning                     |              | Östra Husby, Östergötland |       | 58.587135, 16.592789 | 10055201010001 | Ladda upp en bild av detta fornminne      |
| Östra Husby 102:1                     | Stensättning                     |              | Östra Husby, Östergötland |       | 58.587608, 16.591394 | 10055201020001 | Ladda upp en bild av detta fornminne      |
| Östra Husby 103:1                     | Gravfält                         |              | Östra Husby, Östergötland |       | 58.587683, 16.592422 | 10055201030001 | Ladda upp en bild av detta fornminne      |
| Östra Husby 104:1                     | Gravfält                         |              | Östra Husby, Östergötland |       | 58.588319, 16.591536 | 10055201040001 | Ladda upp en bild av detta fornminne      |
| Östra Husby 105:1                     | Stensättning                     |              | Östra Husby, Östergötland |       | 58.588218, 16.590421 | 10055201050001 | Ladda upp en bild av detta fornminne      |
| Östra Husby 106:1                     | Stensättning                     |              | Östra Husby, Östergötland |       | 58.589838, 16.590703 | 10055201060001 | Ladda upp en bild av detta fornminne      |
| Östra Husby 107:1                     | Stensättning                     |              | Östra Husby, Östergötland |       | 58.592750, 16.590325 | 10055201070001 | Ladda upp en bild av detta fornminne      |
| Östra Husby 108:1                     | Stensättning                     |              | Östra Husby, Östergötland |       | 58.593211, 16.590263 | 10055201080001 | Ladda upp en bild av detta fornminne      |
| Östra Husby 108:2                     | Stensättning                     |              | Östra Husby, Östergötland |       | 58.593093, 16.590252 | 10055201080002 | Ladda upp en bild av detta fornminne      |
| Östra Husby 108:3                     | Stensättning                     |              | Östra Husby, Östergötland |       | 58.592993, 16.590131 | 10055201080003 | Ladda upp en bild av detta fornminne      |
| Östra Husby 109:1                     | Gravfält                         |              | Östra Husby, Östergötland |       | 58.593288, 16.588971 | 10055201090001 | Ladda upp en bild av detta fornminne      |
| Östra Husby 110:1                     | Stensättning                     |              | Östra Husby, Östergötland |       | 58.593676, 16.589859 | 10055201100001 | Ladda upp en bild av detta fornminne      |
| Östra Husby 111:1                     | Stensättning                     |              | Östra Husby, Östergötland |       | 58.594055, 16.588774 | 10055201110001 | Ladda upp en bild av detta fornminne      |
| Östra Husby 111:2                     | Stensättning                     |              | Östra Husby, Östergötland |       | 58.594178, 16.588223 | 10055201110002 | Ladda upp en bild av detta fornminne      |
| Östra Husby 112:1                     | Gravfält                         |              | Östra Husby, Östergötland |       | 58.590022, 16.601074 | 10055201120001 | Ladda upp en bild av detta fornminne      |
| Östra Husby 113:1                     | Stensättning                     |              | Östra Husby, Östergötland |       | 58.588550, 16.598237 | 10055201130001 | Ladda upp en bild av detta fornminne      |
| Östra Husby 113:2                     | Stensättning                     |              | Östra Husby, Östergötland |       | 58.588554, 16.597986 | 10055201130002 | Ladda upp en bild av detta fornminne      |
| Östra Husby 113:3                     | Stensättning                     |              | Östra Husby, Östergötland |       | 58.588652, 16.598140 | 10055201130003 | Ladda upp en bild av detta fornminne      |
| Östra Husby 114:1                     | Stensättning                     |              | Östra Husby, Östergötland |       | 58.588711, 16.600680 | 10055201140001 | Ladda upp en bild av detta fornminne      |
| Östra Husby 115:1                     | Stensättning                     |              | Östra Husby, Östergötland |       | 58.587771, 16.600246 | 10055201150001 | Ladda upp en bild av detta fornminne      |
| Östra Husby 115:2                     | Stensättning                     |              | Östra Husby, Östergötland |       | 58.587795, 16.599967 | 10055201150002 | Ladda upp en bild av detta fornminne      |
| Östra Husby 116:1                     | Stensättning                     |              | Östra Husby, Östergötland |       | 58.586805, 16.601069 | 10055201160001 | Ladda upp en bild av detta fornminne      |
| Östra Husby 117:1                     | Gravfält                         |              | Östra Husby, Östergötland |       | 58.584657, 16.602246 | 10055201170001 | Ladda upp en bild av detta fornminne      |
| Östra Husby 118:1                     | Gravfält                         |              | Östra Husby, Östergötland |       | 58.585037, 16.600845 | 10055201180001 | Ladda upp en bild av detta fornminne      |
| Östra Husby 119:1                     | Gravfält                         |              | Östra Husby, Östergötland |       | 58.585433, 16.599301 | 10055201190001 | Ladda upp en bild av detta fornminne      |
| Östra Husby 121:1                     | Gravfält                         |              | Östra Husby, Östergötland |       | 58.585504, 16.597238 | 10055201210001 | Ladda upp en bild av detta fornminne      |
| Östra Husby 122:1                     | Stensättning                     |              | Östra Husby, Östergötland |       | 58.588141, 16.603363 | 10055201220001 | Ladda upp en bild av detta fornminne      |
| Östra Husby 123:1                     | Stensättning                     |              | Östra Husby, Östergötland |       | 58.587047, 16.602867 | 10055201230001 | Ladda upp en bild av detta fornminne      |
| Östra Husby 123:2                     | Stensättning                     |              | Östra Husby, Östergötland |       | 58.587011, 16.603026 | 10055201230002 | Ladda upp en bild av detta fornminne      |
| Östra Husby 123:3                     | Stensättning                     |              | Östra Husby, Östergötland |       | 58.587230, 16.602998 | 10055201230003 | Ladda upp en bild av detta fornminne      |
| Östra Husby 123:4                     | Stensättning                     |              | Östra Husby, Östergötland |       | 58.587309, 16.603311 | 10055201230004 | Ladda upp en bild av detta fornminne      |
| Östra Husby 125:1                     | Stensättning                     |              | Östra Husby, Östergötland |       | 58.584146, 16.613591 | 10055201250001 | Ladda upp en bild av detta fornminne      |
| Östra Husby 126:1                     | Stensättning                     |              | Östra Husby, Östergötland |       | 58.583860, 16.612857 | 10055201260001 | Ladda upp en bild av detta fornminne      |
| Östra Husby 126:2                     | Stensättning                     |              | Östra Husby, Östergötland |       | 58.583839, 16.613551 | 10055201260002 | Ladda upp en bild av detta fornminne      |
| Östra Husby 128:1                     | Gravfält                         |              | Östra Husby, Östergötland |       | 58.583928, 16.596541 | 10055201280001 | Ladda upp en bild av detta fornminne      |
| Östra Husby 129:1                     | Stensättning                     |              | Östra Husby, Östergötland |       | 58.583372, 16.598278 | 10055201290001 | Ladda upp en bild av detta fornminne      |
| Östra Husby 130:1                     | Gravfält                         |              | Östra Husby, Östergötland |       | 58.581714, 16.600008 | 10055201300001 | Ladda upp en bild av detta fornminne      |
| Östra Husby 131:1                     | Stensättning                     |              | Östra Husby, Östergötland |       | 58.582553, 16.600652 | 10055201310001 | Ladda upp en bild av detta fornminne      |
| Östra Husby 132:1                     | Gravfält                         |              | Östra Husby, Östergötland |       | 58.580417, 16.601385 | 10055201320001 | Ladda upp en bild av detta fornminne      |
| Östra Husby 133:1                     | Runristning                      |              | Östra Husby, Östergötland |       | 58.579742, 16.602157 | 10055201330001 | Ladda upp en bild av detta fornminne      |
| Östra Husby 134:1                     | Stensättning                     |              | Östra Husby, Östergötland |       | 58.578871, 16.608718 | 10055201340001 | Ladda upp en bild av detta fornminne      |
| Östra Husby 135:1                     | Stensättning                     |              | Östra Husby, Östergötland |       | 58.580944, 16.611926 | 10055201350001 | Ladda upp en bild av detta fornminne      |
| Östra Husby 135:2                     | Stensättning                     |              | Östra Husby, Östergötland |       | 58.581001, 16.611761 | 10055201350002 | Ladda upp en bild av detta fornminne      |
| Östra Husby 136:1                     | Gravfält                         |              | Östra Husby, Östergötland |       | 58.576835, 16.594257 | 10055201360001 | Ladda upp en bild av detta fornminne      |
| Östra Husby 137:1                     | Gravfält                         |              | Östra Husby, Östergötland |       | 58.581042, 16.589703 | 10055201370001 | Ladda upp en bild av detta fornminne      |
| Östra Husby 138:1                     | Stensättning                     |              | Östra Husby, Östergötland |       | 58.583094, 16.592719 | 10055201380001 | Ladda upp en bild av detta fornminne      |
| Östra Husby 139:1                     | Stensättning                     |              | Östra Husby, Östergötland |       | 58.593625, 16.619449 | 10055201390001 | Ladda upp en bild av detta fornminne      |
| Östra Husby 140:1                     | Stensättning                     |              | Östra Husby, Östergötland |       | 58.593167, 16.619900 | 10055201400001 | Ladda upp en bild av detta fornminne      |
| Östra Husby 140:2                     | Stensättning                     |              | Östra Husby, Östergötland |       | 58.593233, 16.620041 | 10055201400002 | Ladda upp en bild av detta fornminne      |
| Östra Husby 141:1                     | Stensättning                     |              | Östra Husby, Östergötland |       | 58.593917, 16.621479 | 10055201410001 | Ladda upp en bild av detta fornminne      |
| Östra Husby 141:2                     | Stensättning                     |              | Östra Husby, Östergötland |       | 58.594036, 16.621731 | 10055201410002 | Ladda upp en bild av detta fornminne      |
| Östra Husby 141:3                     | Stensättning                     |              | Östra Husby, Östergötland |       | 58.593909, 16.621745 | 10055201410003 | Ladda upp en bild av detta fornminne      |
| Östra Husby 141:4                     | Stensättning                     |              | Östra Husby, Östergötland |       | 58.594090, 16.621563 | 10055201410004 | Ladda upp en bild av detta fornminne      |
| Östra Husby 142:1                     | Stensättning                     |              | Östra Husby, Östergötland |       | 58.594635, 16.624250 | 10055201420001 | Ladda upp en bild av detta fornminne      |
| Östra Husby 142:2                     | Stensättning                     |              | Östra Husby, Östergötland |       | 58.594615, 16.624567 | 10055201420002 | Ladda upp en bild av detta fornminne      |
| Östra Husby 142:3                     | Stensättning                     |              | Östra Husby, Östergötland |       | 58.594445, 16.624719 | 10055201420003 | Ladda upp en bild av detta fornminne      |
| Östra Husby 144:1                     | Stensättning                     |              | Östra Husby, Östergötland |       | 58.596770, 16.617672 | 10055201440001 | Ladda upp en bild av detta fornminne      |
| Östra Husby 144:2                     | Stensättning                     |              | Östra Husby, Östergötland |       | 58.596677, 16.617492 | 10055201440002 | Ladda upp en bild av detta fornminne      |
| Östra Husby 145:1                     | Gravfält                         |              | Östra Husby, Östergötland |       | 58.596705, 16.613166 | 10055201450001 | Ladda upp en bild av detta fornminne      |
| Östra Husby 148:1                     | Stensättning                     |              | Östra Husby, Östergötland |       | 58.608032, 16.585380 | 10055201480001 | Ladda upp en bild av detta fornminne      |
| Östra Husby 148:2                     | Stensättning                     |              | Östra Husby, Östergötland |       | 58.607995, 16.585231 | 10055201480002 | Ladda upp en bild av detta fornminne      |
| Östra Husby 153:1                     | Gravfält                         |              | Östra Husby, Östergötland |       | 58.579299, 16.631142 | 10055201530001 | Ladda upp en bild av detta fornminne      |
| Östra Husby 155:1                     | Gravfält                         |              | Östra Husby, Östergötland |       | 58.575952, 16.630095 | 10055201550001 | Ladda upp en bild av detta fornminne      |
| Östra Husby 156:1                     | Gravfält                         |              | Östra Husby, Östergötland |       | 58.577479, 16.634985 | 10055201560001 | Ladda upp en bild av detta fornminne      |
| Östra Husby 157:1                     | Gravfält                         |              | Östra Husby, Östergötland |       | 58.582410, 16.632094 | 10055201570001 | Ladda upp en bild av detta fornminne      |
| Östra Husby 158:1                     | Gravfält                         |              | Östra Husby, Östergötland |       | 58.578187, 16.641478 | 10055201580001 | Ladda upp en bild av detta fornminne      |
| Östra Husby 159:1                     | Gravfält                         |              | Östra Husby, Östergötland |       | 58.582454, 16.635341 | 10055201590001 | Ladda upp en bild av detta fornminne      |
| Östra Husby 160:1                     | Gravfält                         |              | Östra Husby, Östergötland |       | 58.580630, 16.642771 | 10055201600001 | Ladda upp en bild av detta fornminne      |
| Östra Husby 162:1                     | Stensättning                     |              | Östra Husby, Östergötland |       | 58.578107, 16.642563 | 10055201620001 | Ladda upp en bild av detta fornminne      |
| Östra Husby 165:1                     | Gravfält                         |              | Östra Husby, Östergötland |       | 58.578940, 16.646192 | 10055201650001 | Ladda upp en bild av detta fornminne      |
| Östra Husby 166:1                     | Gravfält                         |              | Östra Husby, Östergötland |       | 58.586096, 16.637337 | 10055201660001 | Ladda upp en bild av detta fornminne      |
| Östra Husby 167:1                     | Stensättning                     |              | Östra Husby, Östergötland |       | 58.589561, 16.643819 | 10055201670001 | Ladda upp en bild av detta fornminne      |
| Östra Husby 167:2                     | Stensättning                     |              | Östra Husby, Östergötland |       | 58.589898, 16.644365 | 10055201670002 | Ladda upp en bild av detta fornminne      |
| Östra Husby 168:1                     | Stensättning                     |              | Östra Husby, Östergötland |       | 58.580044, 16.650382 | 10055201680001 | Ladda upp en bild av detta fornminne      |
| Östra Husby 169:1                     | Stensättning                     |              | Östra Husby, Östergötland |       | 58.582478, 16.638943 | 10055201690001 | Ladda upp en bild av detta fornminne      |
| Östra Husby 170:1                     | Stensättning                     |              | Östra Husby, Östergötland |       | 58.575368, 16.651223 | 10055201700001 | Ladda upp en bild av detta fornminne      |
| Östra Husby 170:2                     | Stensättning                     |              | Östra Husby, Östergötland |       | 58.575183, 16.650830 | 10055201700002 | Ladda upp en bild av detta fornminne      |
| Östra Husby 170:3                     | Stensättning                     |              | Östra Husby, Östergötland |       | 58.574983, 16.650436 | 10055201700003 | Ladda upp en bild av detta fornminne      |
| Östra Husby 171:1                     | Gravfält                         |              | Östra Husby, Östergötland |       | 58.575507, 16.653032 | 10055201710001 | Ladda upp en bild av detta fornminne      |
| Östra Husby 172:1                     | Stensättning                     |              | Östra Husby, Östergötland |       | 58.585664, 16.659564 | 10055201720001 | Ladda upp en bild av detta fornminne      |
| Östra Husby 172:2                     | Stensättning                     |              | Östra Husby, Östergötland |       | 58.585542, 16.660035 | 10055201720002 | Ladda upp en bild av detta fornminne      |
| Östra Husby 173:1                     | Gravfält                         |              | Östra Husby, Östergötland |       | 58.586080, 16.659017 | 10055201730001 | Ladda upp en bild av detta fornminne      |
| Östra Husby 174:1                     | Röse                             |              | Östra Husby, Östergötland |       | 58.590026, 16.662875 | 10055201740001 | Ladda upp en bild av detta fornminne      |
| Östra Husby 175:1                     | Stensättning                     |              | Östra Husby, Östergötland |       | 58.591234, 16.660858 | 10055201750001 | Ladda upp en bild av detta fornminne      |
| Östra Husby 176:1                     | Stensättning                     |              | Östra Husby, Östergötland |       | 58.593057, 16.662190 | 10055201760001 | Ladda upp en bild av detta fornminne      |
| Östra Husby 176:2                     | Stensättning                     |              | Östra Husby, Östergötland |       | 58.593192, 16.662483 | 10055201760002 | Ladda upp en bild av detta fornminne      |
| Östra Husby 176:3                     | Stensättning                     |              | Östra Husby, Östergötland |       | 58.593336, 16.663151 | 10055201760003 | Ladda upp en bild av detta fornminne      |
| Östra Husby 177:1                     | Gravfält                         |              | Östra Husby, Östergötland |       | 58.595320, 16.631708 | 10055201770001 | Ladda upp en bild av detta fornminne      |
| Östra Husby 178:1                     | Stensättning                     |              | Östra Husby, Östergötland |       | 58.596889, 16.636317 | 10055201780001 | Ladda upp en bild av detta fornminne      |
| Östra Husby 178:2                     | Stensättning                     |              | Östra Husby, Östergötland |       | 58.597076, 16.636491 | 10055201780002 | Ladda upp en bild av detta fornminne      |
| Östra Husby 179:1                     | Stensättning                     |              | Östra Husby, Östergötland |       | 58.592009, 16.633055 | 10055201790001 | Ladda upp en bild av detta fornminne      |
| Östra Husby 181:1                     | Stensättning                     |              | Östra Husby, Östergötland |       | 58.588468, 16.632752 | 10055201810001 | Ladda upp en bild av detta fornminne      |
| Östra Husby 181:2                     | Stensättning                     |              | Östra Husby, Östergötland |       | 58.588537, 16.632608 | 10055201810002 | Ladda upp en bild av detta fornminne      |
| Östra Husby 182:1                     | Gravfält                         |              | Östra Husby, Östergötland |       | 58.588347, 16.630630 | 10055201820001 | Ladda upp en bild av detta fornminne      |
| Östra Husby 184:1                     | Gravfält                         |              | Östra Husby, Östergötland |       | 58.589514, 16.631211 | 10055201840001 | Ladda upp en bild av detta fornminne      |
| Östra Husby 185:1                     | Stensättning                     |              | Östra Husby, Östergötland |       | 58.591434, 16.627905 | 10055201850001 | Ladda upp en bild av detta fornminne      |
| Östra Husby 187:1                     | Stensättning                     |              | Östra Husby, Östergötland |       | 58.571479, 16.575072 | 10055201870001 | Ladda upp en bild av detta fornminne      |
| Östra Husby 187:2                     | Stensättning                     |              | Östra Husby, Östergötland |       | 58.571326, 16.575121 | 10055201870002 | Ladda upp en bild av detta fornminne      |
| Östra Husby 187:4                     | Stensättning                     |              | Östra Husby, Östergötland |       | 58.571891, 16.575174 | 10055201870004 | Ladda upp en bild av detta fornminne      |
| Östra Husby 188:2                     | Stensättning                     |              | Östra Husby, Östergötland |       | 58.572082, 16.575956 | 10055201880002 | Ladda upp en bild av detta fornminne      |
| Östra Husby 189:1                     | Gravfält                         |              | Östra Husby, Östergötland |       | 58.574846, 16.574909 | 10055201890001 | Ladda upp en bild av detta fornminne      |
| Östra Husby 190:1                     | Röse                             |              | Östra Husby, Östergötland |       | 58.570380, 16.562030 | 10055201900001 | Ladda upp en bild av detta fornminne      |
| Östra Husby 192:1                     | Stensättning                     |              | Östra Husby, Östergötland |       | 58.570322, 16.569633 | 10055201920001 | Ladda upp en bild av detta fornminne      |
| Östra Husby 192:2                     | Stensättning                     |              | Östra Husby, Östergötland |       | 58.570150, 16.570273 | 10055201920002 | Ladda upp en bild av detta fornminne      |
| Östra Husby 193:1                     | Stensättning                     |              | Östra Husby, Östergötland |       | 58.570362, 16.571259 | 10055201930001 | Ladda upp en bild av detta fornminne      |
| Östra Husby 193:2                     | Stensättning                     |              | Östra Husby, Östergötland |       | 58.570740, 16.571800 | 10055201930002 | Ladda upp en bild av detta fornminne      |
| Östra Husby 194:2                     | Stensättning                     |              | Östra Husby, Östergötland |       | 58.567797, 16.574338 | 10055201940002 | Ladda upp en bild av detta fornminne      |
| Östra Husby 194:4                     | Stensättning                     |              | Östra Husby, Östergötland |       | 58.568019, 16.573728 | 10055201940004 | Ladda upp en bild av detta fornminne      |
| Gullhuvudet (Östra Husby 197:1)       | Gravfält                         |              | Östra Husby, Östergötland |       | 58.556165, 16.569521 | 10055201970001 | Ladda upp en bild av detta fornminne      |
| Östra Husby 199:1                     | Gravfält                         |              | Östra Husby, Östergötland |       | 58.567207, 16.562457 | 10055201990001 | Ladda upp en bild av detta fornminne      |
| Östra Husby 201:1                     | Gravfält                         |              | Östra Husby, Östergötland |       | 58.559363, 16.534310 | 10055202010001 | Ladda upp en bild av detta fornminne      |
| Östra Husby 202:1                     | Gravfält                         |              | Östra Husby, Östergötland |       | 58.562464, 16.528941 | 10055202020001 | Ladda upp en bild av detta fornminne      |
| Östra Husby 203:1                     | Gravfält                         |              | Östra Husby, Östergötland |       | 58.554336, 16.524138 | 10055202030001 | Ladda upp en bild av detta fornminne      |
| Östra Husby 204:1                     | Stensättning                     |              | Östra Husby, Östergötland |       | 58.554000, 16.529653 | 10055202040001 | Ladda upp en bild av detta fornminne      |
| Östra Husby 205:1                     | Stensättning                     |              | Östra Husby, Östergötland |       | 58.552412, 16.537837 | 10055202050001 | Ladda upp en bild av detta fornminne      |
| Östra Husby 205:2                     | Stensättning                     |              | Östra Husby, Östergötland |       | 58.552327, 16.537967 | 10055202050002 | Ladda upp en bild av detta fornminne      |
| Östra Husby 206:1                     | Stensättning                     |              | Östra Husby, Östergötland |       | 58.551620, 16.538806 | 10055202060001 | Ladda upp en bild av detta fornminne      |
| Östra Husby 206:2                     | Stensättning                     |              | Östra Husby, Östergötland |       | 58.551687, 16.538632 | 10055202060002 | Ladda upp en bild av detta fornminne      |
| Östra Husby 207:1                     | Stensättning                     |              | Östra Husby, Östergötland |       | 58.550038, 16.540798 | 10055202070001 | Ladda upp en bild av detta fornminne      |
| Östra Husby 207:2                     | Stensättning                     |              | Östra Husby, Östergötland |       | 58.550041, 16.541052 | 10055202070002 | Ladda upp en bild av detta fornminne      |
| Östra Husby 208:1                     | Stensättning                     |              | Östra Husby, Östergötland |       | 58.550330, 16.541822 | 10055202080001 | Ladda upp en bild av detta fornminne      |
| Östra Husby 209:1                     | Grav markerad av sten/block      |              | Östra Husby, Östergötland |       | 58.547777, 16.541120 | 10055202090001 | Ladda upp en bild av detta fornminne      |
| Östra Husby 210:1                     | Gravfält                         |              | Östra Husby, Östergötland |       | 58.547691, 16.542713 | 10055202100001 | Ladda upp en bild av detta fornminne      |
| Östra Husby 211:1                     | Stensättning                     |              | Östra Husby, Östergötland |       | 58.545981, 16.545275 | 10055202110001 | Ladda upp en bild av detta fornminne      |
| Östra Husby 212:1                     | Stensättning                     |              | Östra Husby, Östergötland |       | 58.545200, 16.546620 | 10055202120001 | Ladda upp en bild av detta fornminne      |
| Östra Husby 212:2                     | Stensättning                     |              | Östra Husby, Östergötland |       | 58.545134, 16.546447 | 10055202120002 | Ladda upp en bild av detta fornminne      |
| Östra Husby 212:3                     | Stensättning                     |              | Östra Husby, Östergötland |       | 58.544849, 16.546498 | 10055202120003 | Ladda upp en bild av detta fornminne      |
| Östra Husby 215:1                     | Stensättning                     |              | Östra Husby, Östergötland |       | 58.545013, 16.545772 | 10055202150001 | Ladda upp en bild av detta fornminne      |
| Östra Husby 215:2                     | Stensättning                     |              | Östra Husby, Östergötland |       | 58.544918, 16.545757 | 10055202150002 | Ladda upp en bild av detta fornminne      |
| Östra Husby 216:1                     | Stensättning                     |              | Östra Husby, Östergötland |       | 58.546516, 16.543501 | 10055202160001 | Ladda upp en bild av detta fornminne      |
| Östra Husby 217:1                     | Stensättning                     |              | Östra Husby, Östergötland |       | 58.544964, 16.545085 | 10055202170001 | Ladda upp en bild av detta fornminne      |
| Östra Husby 217:2                     | Stensättning                     |              | Östra Husby, Östergötland |       | 58.544863, 16.545163 | 10055202170002 | Ladda upp en bild av detta fornminne      |
| Östra Husby 218:1                     | Grav- och boplatsområde          |              | Östra Husby, Östergötland |       | 58.543223, 16.545085 | 10055202180001 | Ladda upp en bild av detta fornminne      |
| Östra Husby 219:1                     | Gravfält                         |              | Östra Husby, Östergötland |       | 58.543146, 16.548506 | 10055202190001 | Ladda upp en bild av detta fornminne      |
| Östra Husby 220:1                     | Stensättning                     |              | Östra Husby, Östergötland |       | 58.544515, 16.543915 | 10055202200001 | Ladda upp en bild av detta fornminne      |
| Östra Husby 221:1                     | Gravfält                         |              | Östra Husby, Östergötland |       | 58.550515, 16.544183 | 10055202210001 | Ladda upp en bild av detta fornminne      |
| Östra Husby 222:1                     | Stensättning                     |              | Östra Husby, Östergötland |       | 58.548071, 16.552481 | 10055202220001 | Ladda upp en bild av detta fornminne      |
| Östra Husby 222:2                     | Stensättning                     |              | Östra Husby, Östergötland |       | 58.547936, 16.552431 | 10055202220002 | Ladda upp en bild av detta fornminne      |
| Östra Husby 222:3                     | Stensättning                     |              | Östra Husby, Östergötland |       | 58.547768, 16.552305 | 10055202220003 | Ladda upp en bild av detta fornminne      |
| Östra Husby 223:1                     | Hög                              |              | Östra Husby, Östergötland |       | 58.547765, 16.549414 | 10055202230001 | Ladda upp en bild av detta fornminne      |
| Östra Husby 223:2                     | Stensättning                     |              | Östra Husby, Östergötland |       | 58.547567, 16.549449 | 10055202230002 | Ladda upp en bild av detta fornminne      |
| Östra Husby 224:1                     | Stensättning                     |              | Östra Husby, Östergötland |       | 58.550787, 16.546308 | 10055202240001 | Ladda upp en bild av detta fornminne      |
| Östra Husby 225:1                     | Stensättning                     |              | Östra Husby, Östergötland |       | 58.545321, 16.555855 | 10055202250001 | Ladda upp en bild av detta fornminne      |
| Östra Husby 226:1                     | Stensättning                     |              | Östra Husby, Östergötland |       | 58.545898, 16.555706 | 10055202260001 | Ladda upp en bild av detta fornminne      |
| Östra Husby 229:1                     | Stensättning                     |              | Östra Husby, Östergötland |       | 58.544072, 16.557604 | 10055202290001 | Ladda upp en bild av detta fornminne      |
| Östra Husby 229:2                     | Stensättning                     |              | Östra Husby, Östergötland |       | 58.544352, 16.557468 | 10055202290002 | Ladda upp en bild av detta fornminne      |
| Östra Husby 229:3                     | Stensättning                     |              | Östra Husby, Östergötland |       | 58.544741, 16.557590 | 10055202290003 | Ladda upp en bild av detta fornminne      |
| Östra Husby 230:1                     | Stensättning                     |              | Östra Husby, Östergötland |       | 58.543409, 16.556420 | 10055202300001 | Ladda upp en bild av detta fornminne      |
| Östra Husby 230:2                     | Stensättning                     |              | Östra Husby, Östergötland |       | 58.543797, 16.556464 | 10055202300002 | Ladda upp en bild av detta fornminne      |
| Östra Husby 231:1                     | Gravfält                         |              | Östra Husby, Östergötland |       | 58.541446, 16.556835 | 10055202310001 | Ladda upp en bild av detta fornminne      |
| Östra Husby 232:1                     | Stensättning                     |              | Östra Husby, Östergötland |       | 58.541057, 16.554346 | 10055202320001 | Ladda upp en bild av detta fornminne      |
| Östra Husby 232:2                     | Stensättning                     |              | Östra Husby, Östergötland |       | 58.540939, 16.554544 | 10055202320002 | Ladda upp en bild av detta fornminne      |
| Östra Husby 232:3                     | Stensättning                     |              | Östra Husby, Östergötland |       | 58.540721, 16.554818 | 10055202320003 | Ladda upp en bild av detta fornminne      |
| Östra Husby 233:1                     | Stensättning                     |              | Östra Husby, Östergötland |       | 58.539475, 16.559076 | 10055202330001 | Ladda upp en bild av detta fornminne      |
| Östra Husby 234:1                     | Stensättning                     |              | Östra Husby, Östergötland |       | 58.575915, 16.547449 | 10055202340001 | Ladda upp en bild av detta fornminne      |
| Östra Husby 234:2                     | Stensättning                     |              | Östra Husby, Östergötland |       | 58.576156, 16.547206 | 10055202340002 | Ladda upp en bild av detta fornminne      |
| Östra Husby 235:1                     | Gravfält                         |              | Östra Husby, Östergötland |       | 58.582287, 16.555243 | 10055202350001 | Ladda upp en bild av detta fornminne      |
| Östra Husby 236:1                     | Stensättning                     |              | Östra Husby, Östergötland |       | 58.567534, 16.564176 | 10055202360001 | Ladda upp en bild av detta fornminne      |
| Östra Husby 236:2                     | Stensättning                     |              | Östra Husby, Östergötland |       | 58.567249, 16.563680 | 10055202360002 | Ladda upp en bild av detta fornminne      |
| Östra Husby 237:1                     | Gravfält                         |              | Östra Husby, Östergötland |       | 58.566250, 16.563719 | 10055202370001 | Ladda upp en bild av detta fornminne      |
| Östra Husby 239:1                     | Stensättning                     |              | Östra Husby, Östergötland |       | 58.566900, 16.565108 | 10055202390001 | Ladda upp en bild av detta fornminne      |
| Östra Husby 240:1                     | Gravfält                         |              | Östra Husby, Östergötland |       | 58.559044, 16.536346 | 10055202400001 | Ladda upp en bild av detta fornminne      |
| Östra Husby 241:1                     | Stensättning                     |              | Östra Husby, Östergötland |       | 58.556642, 16.543594 | 10055202410001 | Ladda upp en bild av detta fornminne      |
| Östra Husby 241:2                     | Stensättning                     |              | Östra Husby, Östergötland |       | 58.556777, 16.543414 | 10055202410002 | Ladda upp en bild av detta fornminne      |
| Östra Husby 242:1                     | Gravfält                         |              | Östra Husby, Östergötland |       | 58.556130, 16.543999 | 10055202420001 | Ladda upp en bild av detta fornminne      |
| Östra Husby 243:1                     | Gravfält                         |              | Östra Husby, Östergötland |       | 58.553920, 16.544970 | 10055202430001 | Ladda upp en bild av detta fornminne      |
| Östra Husby 244:1                     | Gravfält                         |              | Östra Husby, Östergötland |       | 58.554270, 16.553366 | 10055202440001 | Ladda upp en bild av detta fornminne      |
| Östra Husby 245:1                     | Stensättning                     |              | Östra Husby, Östergötland |       | 58.572530, 16.540609 | 10055202450001 | Ladda upp en bild av detta fornminne      |
| Östra Husby 246:1                     | Stensättning                     |              | Östra Husby, Östergötland |       | 58.573438, 16.538638 | 10055202460001 | Ladda upp en bild av detta fornminne      |
| Östra Husby 248:1                     | Stensättning                     |              | Östra Husby, Östergötland |       | 58.588951, 16.662287 | 10055202480001 | Ladda upp en bild av detta fornminne      |
| Östra Husby 248:2                     | Stensättning                     |              | Östra Husby, Östergötland |       | 58.589131, 16.662307 | 10055202480002 | Ladda upp en bild av detta fornminne      |
| Östra Husby 249:1                     | Stensättning                     |              | Östra Husby, Östergötland |       | 58.575161, 16.655249 | 10055202490001 | Ladda upp en bild av detta fornminne      |
| Östra Husby 249:2                     | Stensättning                     |              | Östra Husby, Östergötland |       | 58.575415, 16.654705 | 10055202490002 | Ladda upp en bild av detta fornminne      |
| Östra Husby 249:3                     | Röse                             |              | Östra Husby, Östergötland |       | 58.575648, 16.654285 | 10055202490003 | Ladda upp en bild av detta fornminne      |
| Östra Husby 250:1                     | Fästning/skans                   |              | Östra Husby, Östergötland |       | 58.628021, 16.596093 | 10055202500001 | Ladda upp en bild av detta fornminne      |
| Skenäs slottsruin (Östra Husby 251:1) | Slott/herresäte                  |              | Östra Husby, Östergötland |       | 58.629242, 16.574499 | 10055202510001 | Ladda upp en bild av detta fornminne      |
| Skenäs slottsruin (Östra Husby 251:2) | Husgrund, förhistorisk/medeltida |              | Östra Husby, Östergötland |       | 58.628754, 16.575377 | 10055202510002 | Ladda upp en bild av detta fornminne      |
| Skenäs slottsruin (Östra Husby 251:3) | Husgrund, förhistorisk/medeltida |              | Östra Husby, Östergötland |       | 58.628632, 16.575230 | 10055202510003 | Ladda upp en bild av detta fornminne      |
| Skenäs slottsruin (Östra Husby 251:4) | Husgrund, förhistorisk/medeltida |              | Östra Husby, Östergötland |       | 58.628746, 16.575853 | 10055202510004 | Ladda upp en bild av detta fornminne      |
| Östra Husby 252:1                     | Runristning                      |              | Östra Husby, Östergötland |       | 58.577727, 16.590631 | 10055202520001 | Ladda upp en till bild av detta fornminne |
| Östra Husby 254:1                     | Stensättning                     |              | Östra Husby, Östergötland |       | 58.617773, 16.631642 | 10055202540001 | Ladda upp en bild av detta fornminne      |
| Östra Husby 255:1                     | Stensättning                     |              | Östra Husby, Östergötland |       | 58.611572, 16.635901 | 10055202550001 | Ladda upp en bild av detta fornminne      |
| Östra Husby 255:2                     | Stensättning                     |              | Östra Husby, Östergötland |       | 58.611606, 16.635794 | 10055202550002 | Ladda upp en bild av detta fornminne      |
| Östra Husby 255:3                     | Stensättning                     |              | Östra Husby, Östergötland |       | 58.611619, 16.635705 | 10055202550003 | Ladda upp en bild av detta fornminne      |
| Östra Husby 255:4                     | Stensättning                     |              | Östra Husby, Östergötland |       | 58.611564, 16.635546 | 10055202550004 | Ladda upp en bild av detta fornminne      |
| Östra Husby 256:1                     | Stensättning                     |              | Östra Husby, Östergötland |       | 58.558432, 16.580422 | 10055202560001 | Ladda upp en bild av detta fornminne      |
| Östra Husby 256:2                     | Stensättning                     |              | Östra Husby, Östergötland |       | 58.558544, 16.580609 | 10055202560002 | Ladda upp en bild av detta fornminne      |
| Östra Husby 257:1                     | Gravfält                         |              | Östra Husby, Östergötland |       | 58.576958, 16.537558 | 10055202570001 | Ladda upp en bild av detta fornminne      |
| Östra Husby 258:1                     | Stensättning                     |              | Östra Husby, Östergötland |       | 58.610824, 16.626840 | 10055202580001 | Ladda upp en bild av detta fornminne      |
| Östra Husby 259:1                     | Stensättning                     |              | Östra Husby, Östergötland |       | 58.611681, 16.634072 | 10055202590001 | Ladda upp en bild av detta fornminne      |
| Östra Husby 260:1                     | Stensättning                     |              | Östra Husby, Östergötland |       | 58.572800, 16.636252 | 10055202600001 | Ladda upp en bild av detta fornminne      |
| Östra Husby 261:1                     | Stensättning                     |              | Östra Husby, Östergötland |       | 58.587575, 16.545861 | 10055202610001 | Ladda upp en bild av detta fornminne      |
| Östra Husby 261:2                     | Stensättning                     |              | Östra Husby, Östergötland |       | 58.587749, 16.545963 | 10055202610002 | Ladda upp en bild av detta fornminne      |
| Östra Husby 262:1                     | Stensättning                     |              | Östra Husby, Östergötland |       | 58.575633, 16.522387 | 10055202620001 | Ladda upp en bild av detta fornminne      |
| Östra Husby 263:1                     | Stensättning                     |              | Östra Husby, Östergötland |       | 58.586061, 16.524780 | 10055202630001 | Ladda upp en bild av detta fornminne      |
| Östra Husby 263:2                     | Stensättning                     |              | Östra Husby, Östergötland |       | 58.585986, 16.524844 | 10055202630002 | Ladda upp en bild av detta fornminne      |
| Östra Husby 264:1                     | Stensättning                     |              | Östra Husby, Östergötland |       | 58.588406, 16.520985 | 10055202640001 | Ladda upp en bild av detta fornminne      |
| Östra Husby 265:1                     | Stensättning                     |              | Östra Husby, Östergötland |       | 58.587870, 16.528377 | 10055202650001 | Ladda upp en bild av detta fornminne      |
| Östra Husby 266:1                     | Hällristning                     |              | Östra Husby, Östergötland |       | 58.559840, 16.534234 | 10055202660001 | Ladda upp en bild av detta fornminne      |
| Östra Husby 267:1                     | Stensättning                     |              | Östra Husby, Östergötland |       | 58.554771, 16.553189 | 10055202670001 | Ladda upp en bild av detta fornminne      |
| Östra Husby 268:1                     | Stensättning                     |              | Östra Husby, Östergötland |       | 58.566473, 16.561546 | 10055202680001 | Ladda upp en bild av detta fornminne      |
| Östra Husby 271:2                     | Husgrund, förhistorisk/medeltida |              | Östra Husby, Östergötland |       | 58.541558, 16.559416 | 10055202710002 | Ladda upp en bild av detta fornminne      |
| Östra Husby 273:1                     | Gravfält                         |              | Östra Husby, Östergötland |       | 58.544445, 16.550770 | 10055202730001 | Ladda upp en bild av detta fornminne      |
| Östra Husby 274:1                     | Husgrund, förhistorisk/medeltida |              | Östra Husby, Östergötland |       | 58.543512, 16.552210 | 10055202740001 | Ladda upp en bild av detta fornminne      |
| Östra Husby 276:1                     | Gravfält                         |              | Östra Husby, Östergötland |       | 58.544382, 16.541784 | 10055202760001 | Ladda upp en bild av detta fornminne      |
| Östra Husby 278:1                     | Stensättning                     |              | Östra Husby, Östergötland |       | 58.538562, 16.565216 | 10055202780001 | Ladda upp en bild av detta fornminne      |
| Östra Husby 278:2                     | Stensättning                     |              | Östra Husby, Östergötland |       | 58.538603, 16.565350 | 10055202780002 | Ladda upp en bild av detta fornminne      |
| Östra Husby 279:1                     | Stensättning                     |              | Östra Husby, Östergötland |       | 58.552957, 16.556940 | 10055202790001 | Ladda upp en bild av detta fornminne      |
| Östra Husby 279:2                     | Grav markerad av sten/block      |              | Östra Husby, Östergötland |       | 58.553056, 16.556910 | 10055202790002 | Ladda upp en bild av detta fornminne      |
| Östra Husby 285:1                     | Gravfält                         |              | Östra Husby, Östergötland |       | 58.556173, 16.558887 | 10055202850001 | Ladda upp en bild av detta fornminne      |
| Östra Husby 286:1                     | Stensättning                     |              | Östra Husby, Östergötland |       | 58.556986, 16.559386 | 10055202860001 | Ladda upp en bild av detta fornminne      |
| Östra Husby 288:1                     | Stensättning                     |              | Östra Husby, Östergötland |       | 58.564443, 16.554688 | 10055202880001 | Ladda upp en bild av detta fornminne      |
| Östra Husby 289:1                     | Stensättning                     |              | Östra Husby, Östergötland |       | 58.565678, 16.563260 | 10055202890001 | Ladda upp en bild av detta fornminne      |
| Östra Husby 291:1                     | Stensättning                     |              | Östra Husby, Östergötland |       | 58.563077, 16.569657 | 10055202910001 | Ladda upp en bild av detta fornminne      |
| Östra Husby 296:1                     | Stensättning                     |              | Östra Husby, Östergötland |       | 58.572699, 16.538130 | 10055202960001 | Ladda upp en bild av detta fornminne      |
| Östra Husby 299:1                     | Stensättning                     |              | Östra Husby, Östergötland |       | 58.586594, 16.528172 | 10055202990001 | Ladda upp en bild av detta fornminne      |
| Östra Husby 300:1                     | Stensättning                     |              | Östra Husby, Östergötland |       | 58.587627, 16.527387 | 10055203000001 | Ladda upp en bild av detta fornminne      |
| Östra Husby 301:1                     | Stensättning                     |              | Östra Husby, Östergötland |       | 58.587171, 16.524457 | 10055203010001 | Ladda upp en bild av detta fornminne      |
| Östra Husby 303:1                     | Hällristning                     |              | Östra Husby, Östergötland |       | 58.587069, 16.530656 | 10055203030001 | Ladda upp en bild av detta fornminne      |
| Östra Husby 307:1                     | Hällristning                     |              | Östra Husby, Östergötland |       | 58.583095, 16.550814 | 10055203070001 | Ladda upp en bild av detta fornminne      |
| Östra Husby 314:1                     | Röse                             |              | Östra Husby, Östergötland |       | 58.620903, 16.575681 | 10055203140001 | Ladda upp en bild av detta fornminne      |
| Östra Husby 316:1                     | Fornborg                         |              | Östra Husby, Östergötland |       | 58.561044, 16.579065 | 10055203160001 | Ladda upp en bild av detta fornminne      |
| Östra Husby 317:1                     | Stensättning                     |              | Östra Husby, Östergötland |       | 58.608512, 16.586147 | 10055203170001 | Ladda upp en bild av detta fornminne      |
| Östra Husby 317:2                     | Stensättning                     |              | Östra Husby, Östergötland |       | 58.608605, 16.586292 | 10055203170002 | Ladda upp en bild av detta fornminne      |
| Östra Husby 317:3                     | Stensättning                     |              | Östra Husby, Östergötland |       | 58.608725, 16.586348 | 10055203170003 | Ladda upp en bild av detta fornminne      |
| Östra Husby 318:1                     | Gravfält                         |              | Östra Husby, Östergötland |       | 58.605238, 16.582339 | 10055203180001 | Ladda upp en bild av detta fornminne      |
| Östra Husby 321:1                     | Fornborg                         |              | Östra Husby, Östergötland |       | 58.598568, 16.574624 | 10055203210001 | Ladda upp en bild av detta fornminne      |
| Östra Husby 323:1                     | Gravfält                         |              | Östra Husby, Östergötland |       | 58.573789, 16.581396 | 10055203230001 | Ladda upp en bild av detta fornminne      |
| Östra Husby 330:1                     | Stensättning                     |              | Östra Husby, Östergötland |       | 58.572022, 16.613848 | 10055203300001 | Ladda upp en bild av detta fornminne      |
| Östra Husby 330:2                     | Stensättning                     |              | Östra Husby, Östergötland |       | 58.572320, 16.613689 | 10055203300002 | Ladda upp en bild av detta fornminne      |
| Östra Husby 334:1                     | Stensättning                     |              | Östra Husby, Östergötland |       | 58.577083, 16.634321 | 10055203340001 | Ladda upp en bild av detta fornminne      |
| Östra Husby 335:1                     | Stensättning                     |              | Östra Husby, Östergötland |       | 58.579748, 16.636890 | 10055203350001 | Ladda upp en bild av detta fornminne      |
| Östra Husby 336:1                     | Stensättning                     |              | Östra Husby, Östergötland |       | 58.578789, 16.627406 | 10055203360001 | Ladda upp en bild av detta fornminne      |
| Östra Husby 338:1                     | Stensättning                     |              | Östra Husby, Östergötland |       | 58.582389, 16.621613 | 10055203380001 | Ladda upp en bild av detta fornminne      |
| Östra Husby 341:1                     | Stensättning                     |              | Östra Husby, Östergötland |       | 58.582351, 16.602792 | 10055203410001 | Ladda upp en bild av detta fornminne      |
| Östra Husby 343:1                     | Grav markerad av sten/block      |              | Östra Husby, Östergötland |       | 58.587831, 16.590701 | 10055203430001 | Ladda upp en bild av detta fornminne      |
| Östra Husby 344:1                     | Grav markerad av sten/block      |              | Östra Husby, Östergötland |       | 58.586659, 16.593508 | 10055203440001 | Ladda upp en bild av detta fornminne      |
| Östra Husby 346:1                     | Stensättning                     |              | Östra Husby, Östergötland |       | 58.589588, 16.593676 | 10055203460001 | Ladda upp en bild av detta fornminne      |
| Östra Husby 348:1                     | Stensättning                     |              | Östra Husby, Östergötland |       | 58.584229, 16.602500 | 10055203480001 | Ladda upp en bild av detta fornminne      |
| Östra Husby 349:1                     | Stensättning                     |              | Östra Husby, Östergötland |       | 58.589664, 16.597307 | 10055203490001 | Ladda upp en bild av detta fornminne      |
| Östra Husby 350:1                     | Stensättning                     |              | Östra Husby, Östergötland |       | 58.587619, 16.603117 | 10055203500001 | Ladda upp en bild av detta fornminne      |
| Östra Husby 351:1                     | Stensättning                     |              | Östra Husby, Östergötland |       | 58.589083, 16.605387 | 10055203510001 | Ladda upp en bild av detta fornminne      |
| Östra Husby 352:1                     | Stensättning                     |              | Östra Husby, Östergötland |       | 58.589317, 16.606437 | 10055203520001 | Ladda upp en bild av detta fornminne      |
| Östra Husby 354:1                     | Stensättning                     |              | Östra Husby, Östergötland |       | 58.582774, 16.636203 | 10055203540001 | Ladda upp en bild av detta fornminne      |
| Östra Husby 354:2                     | Stensättning                     |              | Östra Husby, Östergötland |       | 58.582849, 16.636320 | 10055203540002 | Ladda upp en bild av detta fornminne      |
| Östra Husby 355:1                     | Stensättning                     |              | Östra Husby, Östergötland |       | 58.583320, 16.635707 | 10055203550001 | Ladda upp en bild av detta fornminne      |
| Östra Husby 355:2                     | Stensättning                     |              | Östra Husby, Östergötland |       | 58.583310, 16.636055 | 10055203550002 | Ladda upp en bild av detta fornminne      |
| Haralds grav (Östra Husby 356:1)      | Stensättning                     |              | Östra Husby, Östergötland |       | 58.585885, 16.611484 | 10055203560001 | Ladda upp en bild av detta fornminne      |
| Östra Husby 357:1                     | Fornborg                         |              | Östra Husby, Östergötland |       | 58.587899, 16.608896 | 10055203570001 | Ladda upp en bild av detta fornminne      |
| Östra Husby 358:1                     | Stensättning                     |              | Östra Husby, Östergötland |       | 58.585011, 16.617459 | 10055203580001 | Ladda upp en bild av detta fornminne      |
| Östra Husby 359:1                     | Stensättning                     |              | Östra Husby, Östergötland |       | 58.589168, 16.618844 | 10055203590001 | Ladda upp en bild av detta fornminne      |
| Östra Husby 361:1                     | Stensättning                     |              | Östra Husby, Östergötland |       | 58.578668, 16.640498 | 10055203610001 | Ladda upp en bild av detta fornminne      |
| Östra Husby 363:1                     | Stensättning                     |              | Östra Husby, Östergötland |       | 58.583007, 16.644570 | 10055203630001 | Ladda upp en bild av detta fornminne      |
| Östra Husby 363:2                     | Stensättning                     |              | Östra Husby, Östergötland |       | 58.582826, 16.644801 | 10055203630002 | Ladda upp en bild av detta fornminne      |
| Östra Husby 363:3                     | Stensättning                     |              | Östra Husby, Östergötland |       | 58.582506, 16.645235 | 10055203630003 | Ladda upp en bild av detta fornminne      |
| Östra Husby 364:1                     | Stensättning                     |              | Östra Husby, Östergötland |       | 58.581161, 16.647793 | 10055203640001 | Ladda upp en bild av detta fornminne      |
| Östra Husby 364:2                     | Stensättning                     |              | Östra Husby, Östergötland |       | 58.581199, 16.648206 | 10055203640002 | Ladda upp en bild av detta fornminne      |
| Östra Husby 365:1                     | Stensättning                     |              | Östra Husby, Östergötland |       | 58.581099, 16.649435 | 10055203650001 | Ladda upp en bild av detta fornminne      |
| Östra Husby 365:2                     | Stensättning                     |              | Östra Husby, Östergötland |       | 58.581145, 16.649631 | 10055203650002 | Ladda upp en bild av detta fornminne      |
| Östra Husby 366:1                     | Röse                             |              | Östra Husby, Östergötland |       | 58.582643, 16.650439 | 10055203660001 | Ladda upp en bild av detta fornminne      |
| Östra Husby 367:1                     | Stensättning                     |              | Östra Husby, Östergötland |       | 58.583808, 16.650604 | 10055203670001 | Ladda upp en bild av detta fornminne      |
| Östra Husby 370:1                     | Stensättning                     |              | Östra Husby, Östergötland |       | 58.586926, 16.632765 | 10055203700001 | Ladda upp en bild av detta fornminne      |
| Östra Husby 370:2                     | Stensättning                     |              | Östra Husby, Östergötland |       | 58.587259, 16.632864 | 10055203700002 | Ladda upp en bild av detta fornminne      |
| Östra Husby 371:1                     | Stensättning                     |              | Östra Husby, Östergötland |       | 58.592701, 16.632202 | 10055203710001 | Ladda upp en bild av detta fornminne      |
| Östra Husby 371:2                     | Stensättning                     |              | Östra Husby, Östergötland |       | 58.592895, 16.631989 | 10055203710002 | Ladda upp en bild av detta fornminne      |
| Östra Husby 372:1                     | Stensättning                     |              | Östra Husby, Östergötland |       | 58.587181, 16.637632 | 10055203720001 | Ladda upp en bild av detta fornminne      |
| Östra Husby 374:1                     | Stensättning                     |              | Östra Husby, Östergötland |       | 58.609384, 16.619073 | 10055203740001 | Ladda upp en bild av detta fornminne      |
| Östra Husby 377:1                     | Stensättning                     |              | Östra Husby, Östergötland |       | 58.593640, 16.622265 | 10055203770001 | Ladda upp en bild av detta fornminne      |
| Östra Husby 378:1                     | Stensättning                     |              | Östra Husby, Östergötland |       | 58.597178, 16.635125 | 10055203780001 | Ladda upp en bild av detta fornminne      |
| Östra Husby 380:1                     | Stensättning                     |              | Östra Husby, Östergötland |       | 58.599903, 16.633386 | 10055203800001 | Ladda upp en bild av detta fornminne      |
| Östra Husby 381:1                     | Stensättning                     |              | Östra Husby, Östergötland |       | 58.611304, 16.635878 | 10055203810001 | Ladda upp en bild av detta fornminne      |
| Östra Husby 384:1                     | Stensättning                     |              | Östra Husby, Östergötland |       | 58.591714, 16.660721 | 10055203840001 | Ladda upp en bild av detta fornminne      |
| Östra Husby 385:1                     | Röse                             |              | Östra Husby, Östergötland |       | 58.593679, 16.663778 | 10055203850001 | Ladda upp en bild av detta fornminne      |
| Östra Husby 386:1                     | Stensättning                     |              | Östra Husby, Östergötland |       | 58.591940, 16.653741 | 10055203860001 | Ladda upp en bild av detta fornminne      |
| Östra Husby 386:2                     | Stensättning                     |              | Östra Husby, Östergötland |       | 58.591982, 16.653428 | 10055203860002 | Ladda upp en bild av detta fornminne      |
| Östra Husby 386:3                     | Stensättning                     |              | Östra Husby, Östergötland |       | 58.592014, 16.653256 | 10055203860003 | Ladda upp en bild av detta fornminne      |
| Östra Husby 388:1                     | Stensättning                     |              | Östra Husby, Östergötland |       | 58.576277, 16.652313 | 10055203880001 | Ladda upp en bild av detta fornminne      |
| Östra Husby 389:1                     | Stensättning                     |              | Östra Husby, Östergötland |       | 58.579161, 16.654883 | 10055203890001 | Ladda upp en bild av detta fornminne      |
| Östra Husby 389:2                     | Stensättning                     |              | Östra Husby, Östergötland |       | 58.579067, 16.654749 | 10055203890002 | Ladda upp en bild av detta fornminne      |
| Östra Husby 389:3                     | Stensättning                     |              | Östra Husby, Östergötland |       | 58.578984, 16.654993 | 10055203890003 | Ladda upp en bild av detta fornminne      |
| Östra Husby 399:1                     | Stensättning                     |              | Östra Husby, Östergötland |       | 58.565978, 16.523397 | 10055203990001 | Ladda upp en bild av detta fornminne      |
| Östra Husby 402:1                     | Stensättning                     |              | Östra Husby, Östergötland |       | 58.585898, 16.523191 | 10055204020001 | Ladda upp en bild av detta fornminne      |
| Östra Husby 403:1                     | Stensättning                     |              | Östra Husby, Östergötland |       | 58.589949, 16.525501 | 10055204030001 | Ladda upp en bild av detta fornminne      |
| Östra Husby 406:1                     | Stensättning                     |              | Östra Husby, Östergötland |       | 58.599296, 16.548449 | 10055204060001 | Ladda upp en bild av detta fornminne      |
| Östra Husby 406:2                     | Stensättning                     |              | Östra Husby, Östergötland |       | 58.599162, 16.548759 | 10055204060002 | Ladda upp en bild av detta fornminne      |
| Östra Husby 412:1                     | Stensättning                     |              | Östra Husby, Östergötland |       | 58.595323, 16.579443 | 10055204120001 | Ladda upp en bild av detta fornminne      |
| Östra Husby 412:2                     | Stensättning                     |              | Östra Husby, Östergötland |       | 58.595396, 16.579443 | 10055204120002 | Ladda upp en bild av detta fornminne      |
| Östra Husby 413:1                     | Hällristning                     |              | Östra Husby, Östergötland |       | 58.579017, 16.558652 | 10055204130001 | Ladda upp en bild av detta fornminne      |
| Östra Husby 414:1                     | Stensättning                     |              | Östra Husby, Östergötland |       | 58.578685, 16.557276 | 10055204140001 | Ladda upp en bild av detta fornminne      |
| Östra Husby 416:1                     | Stensättning                     |              | Östra Husby, Östergötland |       | 58.570983, 16.569907 | 10055204160001 | Ladda upp en bild av detta fornminne      |
| Östra Husby 416:2                     | Stensättning                     |              | Östra Husby, Östergötland |       | 58.570878, 16.570091 | 10055204160002 | Ladda upp en bild av detta fornminne      |
| Östra Husby 418:1                     | Gravfält                         |              | Östra Husby, Östergötland |       | 58.569658, 16.581111 | 10055204180001 | Ladda upp en bild av detta fornminne      |
| Östra Husby 422:1                     | Stensättning                     |              | Östra Husby, Östergötland |       | 58.602406, 16.676224 | 10055204220001 | Ladda upp en bild av detta fornminne      |
| Östra Husby 423:1                     | Stensättning                     |              | Östra Husby, Östergötland |       | 58.600001, 16.685207 | 10055204230001 | Ladda upp en bild av detta fornminne      |
| Östra Husby 425:1                     | Stensättning                     |              | Östra Husby, Östergötland |       | 58.578879, 16.668333 | 10055204250001 | Ladda upp en bild av detta fornminne      |
| Östra Husby 426:1                     | Stensättning                     |              | Östra Husby, Östergötland |       | 58.581967, 16.673287 | 10055204260001 | Ladda upp en bild av detta fornminne      |
| Östra Husby 427:1                     | Stensättning                     |              | Östra Husby, Östergötland |       | 58.606814, 16.649580 | 10055204270001 | Ladda upp en bild av detta fornminne      |
| Östra Husby 428:1                     | Stensättning                     |              | Östra Husby, Östergötland |       | 58.607915, 16.667153 | 10055204280001 | Ladda upp en bild av detta fornminne      |
| Östra Husby 433:1                     | Stensättning                     |              | Östra Husby, Östergötland |       | 58.572377, 16.572482 | 10055204330001 | Ladda upp en bild av detta fornminne      |
| Östra Husby 437:1                     | Stensättning                     |              | Östra Husby, Östergötland |       | 58.603713, 16.670304 | 10055204370001 | Ladda upp en bild av detta fornminne      |